# Areca novohibernica
Areca novohibernica är en enhjärtbladig växtart som först beskrevs av Carl Karl Adolf Georg Lauterbach, och fick sitt nu gällande namn av Odoardo Beccari. Areca novohibernica ingår i släktet Areca och familjen Arecaceae. Inga underarter finns listade i Catalogue of Life.